# Train Montréal-Gaspé

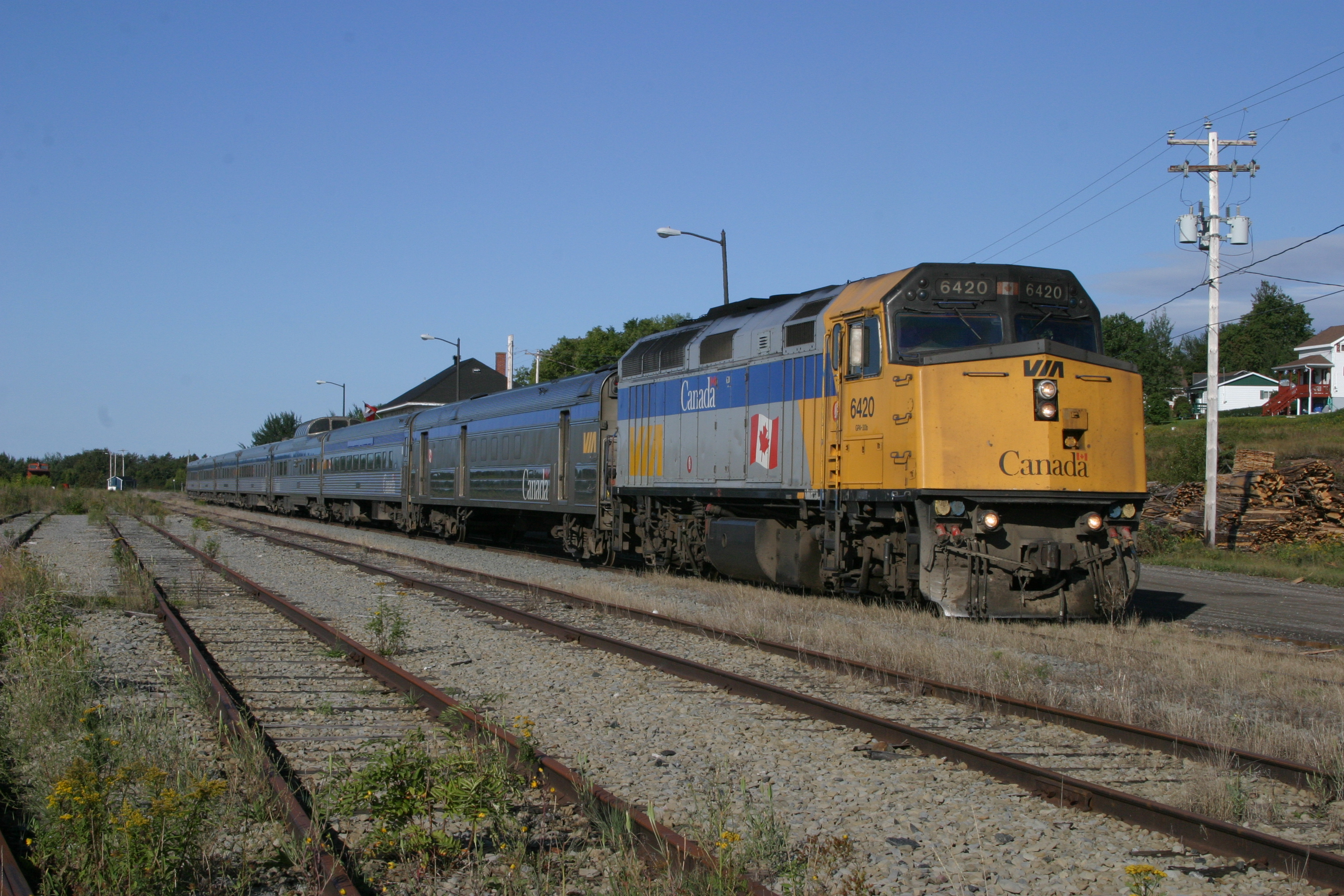
Le Chaleur en gare à New Carlisle, au Québec, le 4 septembre 2004

Le Train Montréal-Gaspé (anciennement Le Chaleur) est un train de passager exploité par Via Rail Canada.
Il effectue le trajet Montréal-Percé-Gaspé trois fois par semaine avec une durée d'environ 18 heures. Le train quitte Montréal le soir et arrive à Gaspé vers midi le lendemain. Dans l'autre direction, le Chaleur quitte Gaspé en début d'après-midi pour arriver à Montréal le lendemain matin. Durant la saison hivernale, le Chaleur et l'Océan (train Montréal-Halifax) voyagent ensemble entre Montréal et Matapédia. Par contre, en saison estivale, Via Rail les exploite séparément.
Le 22 août 2013, VIA Rail Canada annonce qu'il doit suspendre le service entre Gaspé et Montréal en raison de problèmes reliés aux infrastructures ferroviaires de la Société du chemin de fer de la Gaspésie (SCFG), et ce jusqu’à ce que la SCFG exécute les travaux nécessaires de mise à niveau afin d’assurer le transport sécuritaire des passagers.
Le 27 juin 2023, le gouvernement du Québec a annoncé que le service vers Gaspé sera rétabli en 2026 après la réalisation d'un projet pluriannuel de 872 millions de dollars visant à réhabiliter complètement le chemin de fer de Gaspé.

## Route
Liste des gares desservies par le train (de Montréal vers Gaspé)
- Montréal (Gare Centrale de Montréal)
- Saint-Lambert (Gare de Saint-Lambert)
- Saint-Hyacinthe (Gare de Saint-Hyacinthe)
- Drummondville (Gare de Drummondville)
- Charny (Gare de Charny)
- Montmagny (Gare de Montmagny)
- La Pocatière (Gare de La Pocatière)
- Rivière-du-Loup (Gare de Rivière-du-Loup)
- Trois-Pistoles (Gare de Trois-Pistoles)
- Rimouski (Gare de Rimouski)
- Mont-Joli (Gare de Mont-Joli)
- Sayabec (Gare de Sayabec)
- Amqui (Gare d'Amqui)
- Causapscal (Gare de Causapscal)
- Matapédia  (Gare de Matapédia)
- Nouvelle (Gare de Nouvelle)
- Carleton-sur-Mer (Gare de Carleton)
- New Richmond (Gare de New Richmond)
- Caplan (Gare de Caplan)
- Bonaventure (Gare de Bonaventure)
- New Carlisle (Gare de New Carlisle)
- Port-Daniel (Gare de Port-Daniel)
- Chandler (Gare de Chandler)
- Grande-Rivière (Gare de Grande-Rivière)
- Percé (Gare de Percé)
- Barachois (Gare de Barachois)
- Gaspé (Gare de Gaspé)